# Військово-морський флот Австро-Угорщини у Першій світовій війні

## Флот напередодні війни
Станом на серпень 1914 р. Цісарські та Королівські Військово-морські сили складалися з 2-х ескадр лінкорів, флотилії крейсерів, 2-х флотилій міноносців, групи берегової оборони, п'яти загонів оборони військово-морських баз та Дунайської річкової флотилії .

### 1 ескадра лінкорів

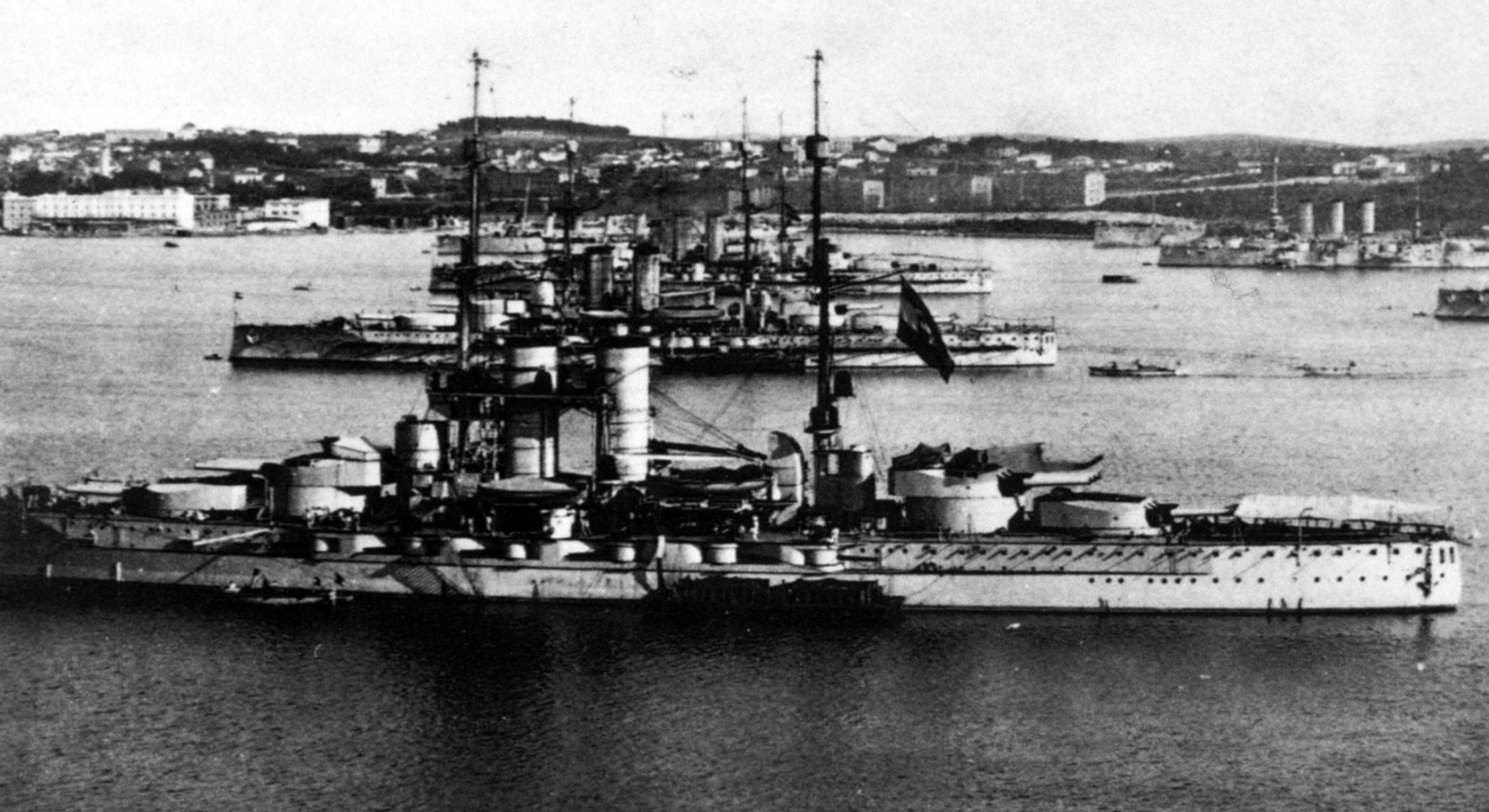
Австро-угорські дредноути біля військово-морської бази Пола (1915 рік)

#### 1 дивізіон

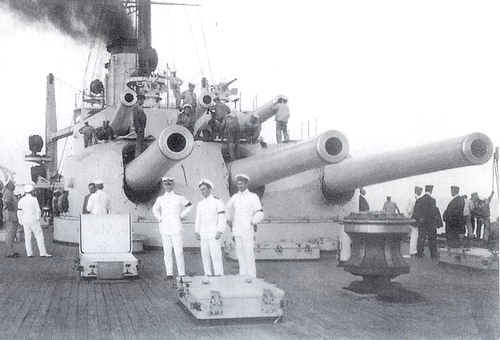
Гарматна башта лінкору "Тегетгоф"

- «Viribus Unitis»
- «Tegetthoff»
- «Prinz Eugen»

#### 2 дивізіон
- «Erzherzog Franz Ferdinand»
- «Radetzky»
- «Zrinyi»

### 2 ескадра лінкорів

#### 3 дивізіон
- «Erzherzog Karl»
- «Erzherzog Friedrich»
- «Erzherzog Ferdinand Max»

#### 4 дивізіон
- «Habsburg»
- «Arpad»
- «Babenberg»

### Флотилія крейсерів
Бронепалубні крейсери типу «Пантера»
- «Пантера»
- «Леопард»
- «Тигр»

Бронепалубні крейсери типу «Зента»
- «Зента»
- «Асперн»
- «Сігетвар»

### 1 Флотилія міноносців
- Легкий крейсер «Сайда»

Міноносці класу "Татра"
- «Tatra», «Balaton», «Csepel», «Lika», «Triglav», «Orjen»

6  Міноносців класу "Гусар"

### 2 Флотилія міноносців
- Крейсер «Гельголанд»

6  Міноносців класу "Гусар"

### Група берегової оборони
Панцерники берегової оборони класу «Монарх»
- «Монарх»
- «Будапешт»
- «Відень»

Бронепалубні крейсери типу «Пантера»
- «Пантера»
- «Леопард»
- «Тигр»

.

### Дунайська річкова флотилія
6 моніторів, 8 патрульних катерів .

## Передвоєнні плани

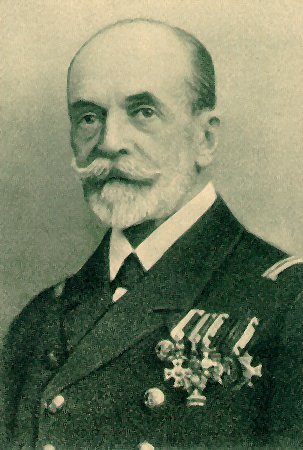
Грос-адмірал Антон Гаус, командувач Цісарськими та Королівськими Військово-морськими силами у 1913 - 1917 рр.

Морською угодою держав Троїстого союзу від 1 листопада 1913 р. передбачалось з початком війни зосередити флоти в районі Неаполь, Месіна, Августа (о.Сіцілія) та тримати з цього району морські сполучення у Середземному морі. Головними завданями ставились боротьба проти англо-французького флоту, допомога австро-угорським військам на Балканах, протидія англо-французьким морським перевезенням та оборона Адріатичного моря. У разі збереження Італією нейтралітету чи вступу іі у війну на боці Антанти, австро-угорський флот повинний був здійснювати оборону Адріатичного моря, поєднуючи з активними діями проти Чорногорії та узбережжя Італії . Дунайській флотилії було поставлено наступні завдання : встановлення мін та боротьба з ворожим мінуванням, переправа військ та охорона річкових переправ, війна з річковим силами супротивника, обстіл ворожих берегів .Також австрійським командуванням планувався перехід частини флоту у Чорне море для взаємодії з турецьким флотом .

## Хронологія

### 1914 рік
- 28 липня – Австро-Угорщина оголошує війну Сербії. О 02:20 29 липня моніторы «Темеш», «Бодрог» та «Самош» починають бомбардування Белграда
- 8 серпня, перший день морскої війны против Чорногорії, загін у складі крейсерів «Сигетвар» та   «Зента» обстріляв радіостанцію у Барі та прилеглу залізничну інфраструктуру
- 16 серпня  – Морський бій при Антіварі. Загинув бронепалубний крейсер «Зента».
- 21 грудня австрійський підводний човен U-12 торпедував і важко пошкодив французький лінкор «Жан Барт».

### 1915 рік
- 26 квітня – австрійський підводний човен SM U-5 потопив французький панцерний крейсер «Леон Гамбетта»
- 24 травня – ескадра австро-угорського флоту бомбардувала базу італійських ВМС Анкону
- 28-29 грудня – Перша морська битва при Дураццо

### 1916 рік
- 27 серпня - Рейд на Русе. Напад румунських торпедних катерів на болгарський порт Русе, де базувалась австро-угорська військова флотилія
- 29 вересня - 4 жовтня - участь Дунайської флотилії у Флеминдській операції болгарсько-німецьких військ

### 1917 рік
- 14-15 травня – Битва в протоці Отранто

### 1918 рік
- 1 лютого – повстання на кораблях австро-угорського флоту
- 10 червня – в Адріатичному морі внаслідок атаки італійського торпедного катеру типу MAS було потоплено австрійський лінкор «Сент Іштван»
- 2 жовтня – Друга морська битва при Дураццо
- 1 листопада – італійські бойові пловці потопили австрійський лінкор «Вірібус Унітіс»
- 3 листопада – внаслідок підписання перемир’я між Австро-Угорщиною та державами Антанти, військово-морський флот Австро-Угорщини припиняє бойові дії

## Хід бойових дій

### Дії на Тихому океані

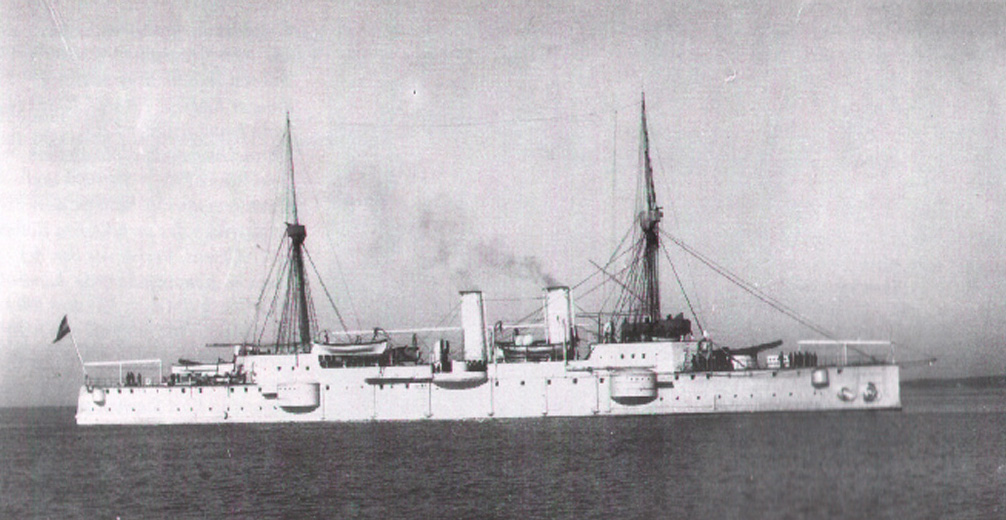
Бронепалубний крейсер "Кайзерін Елізабет" (1906 рік)

В Китаї, в німецькій військово-морській базі Циндао, знаходився старий австрійський крейсер "Кайзерін Елізабет". Після початку облоги фортеці японцями, крейсер було частково роззброєно, а його гармати передано до берегових батерей, що прикривали Циндао з суходолу. Також для допомоги гарнізону сформовано отряд морських піхотинців. З гарматами що залишились, крейсер здійснював мобільну вогньову підтримку гарнізону. Після повного використання боєзапасу, за 5 днів до капітуляції фортеці, 2 листопада 1914 р., крейсер було затоплено його командою.

### Дії на Адріатичному морі

#### Кампанія 1914 року

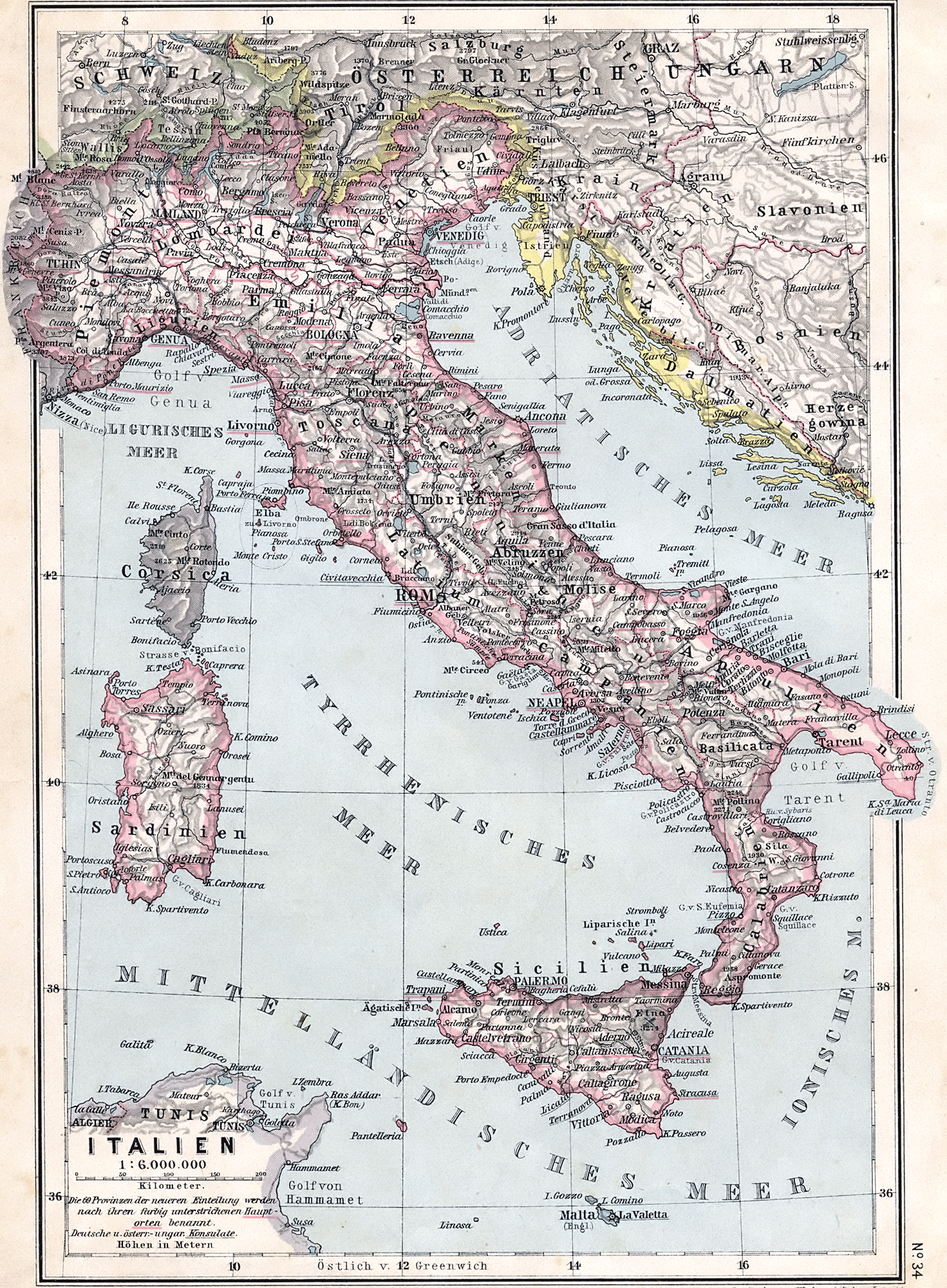
Адріатичне море. Театр воєнних дій

Бойові дії на Адріатиці розпочались 8 серпня 1914 р., коли австрійський загін к складі крейсерів  «Сігетвар» та «Зента», эсмінця «Ускок» та миноносця 64F обстріляли радіостанцію в Барі та прилеглу залізничну інфраструктуру. Далі одним із головних завдань флоту був обстріл та придушення чорногорських берегових батарей. 12 серпня Великобританія та Франція оголошують війну Австро-Угорщині. Головним завданням флоту союзників було забезпечення морських перевезень Середземним морем та блокада австро-угорського флоту в Адріатиці . 16 серпня, коли англо-французький флот ввійшов в Адріатичне море, відбувся морський бій при Антіварі, в якому загинув австрійський крейсер«Зента» . В подальшому дії флотів звелись до встановлення мінних полів. В той же час французький флот змушений був рахуватись з новим чинником - діями австрійських підводних човнів. 21 грудня внаслідок вдалого торпедного залпу австрійський підводний човен U-12 серйозно пошкодив французький лінкор «Жан Барт». Після цього французькі лінійні кораблі більше в Адріатичне море не входили .

#### Кампанія 1915 року

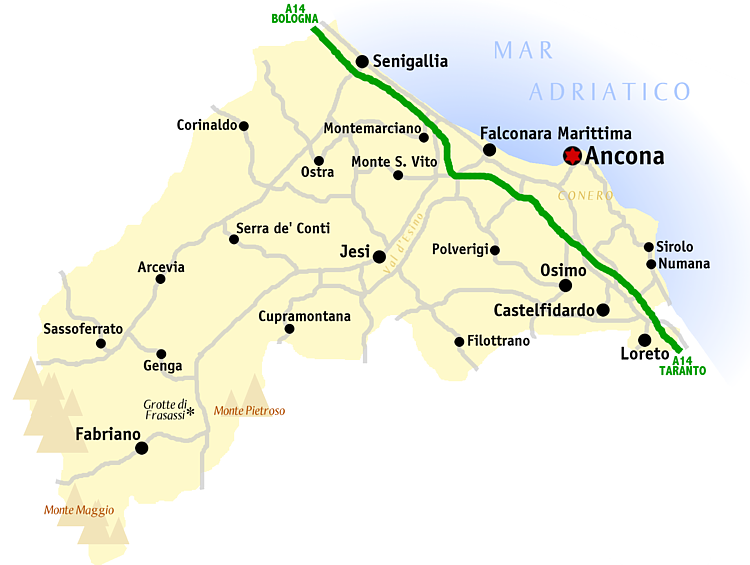
Анкона

На початку 1915 р. значних зіткнень не відбувалось. Головні зусилля французбкого флоту були зосереджені на постачанні Чорногорії, австро-угорського - на перешкоджанні цьому. В ніч з 25 на 26 квітня австрійський підводний човен U-12 потопив французький крейсер "Леон Гамбетта".
Ситуація докорінно змінюється 24 квітня, коли Італія вступає у війну на боці Антанти, у зв'язку з чим баланс сил на Адріатиці кардинально змінився на користь Антанти. Передбачаючи це, командувач австро-угорським флотом Антон Гаус віддає наказ про випереджаючий удар по італійському флоту. Вранці 24 квітня австрійці наносять удар по італійським портам Анкона, Ріміні, В'єсті, Манфредрнії, Барлетті, завдавши пошкоджень узбережній інфраструктурі .

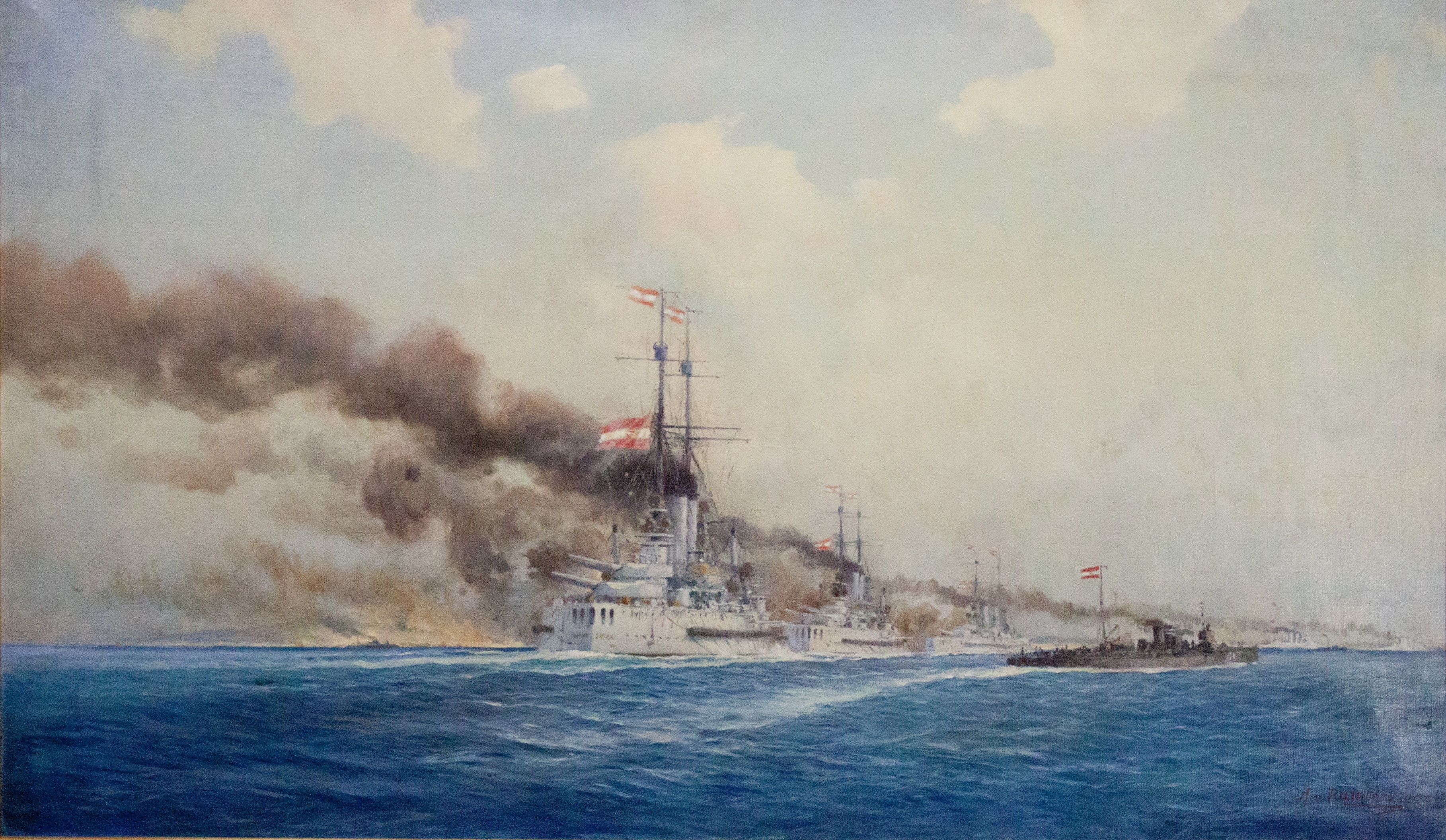
Обстріл Анкони

Після цього починається серія взаємних рейдів та обстрілів узбережжя супротивника. Але після того, як 17 липня австрійський підводний човен U-4 потопив італійський бронепалубний крейсер "Джузеппе Гарібальді", лінійні сили італійського та французького флотів припинили активні дії в Адріатиці.
Пдсумком війна на Адріатиці стала своєрідна нічия, коли жодна зі сторін не змогла всановити панування на морі і бойові дії стали полягати у взаємних набігах, мінних постановках та підтримці операцій сухопутних військ . Як пише з цього приводу Херберт Вільсон 
|  | Тільки ескадренні міноносці та підводні човни обох воюючих сторін здійснювали набіги через нього. |

 Бойові дії пожвавились у грудні 1915 р., під час відступу погромленого сербського війська, під час якого австрійський флот усіляко перешкоджав наданню допомоги сербам по морю. 28 - 29 грудня відбулася морська битва при Дуресі, в ході якої було потоплено французький підводний човен "Монж" та 2 австрійських міноосці - "Триглав" та "Ліка".

#### Кампанія 1916 року

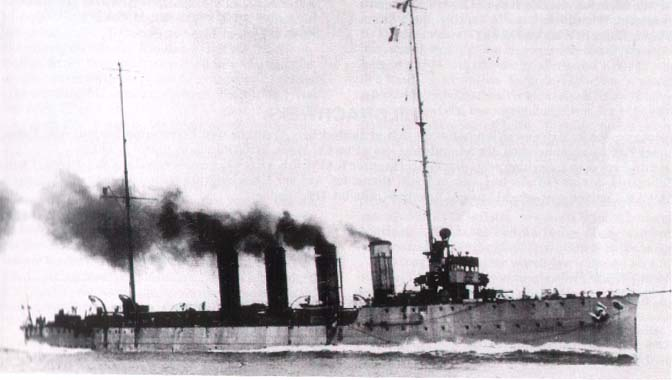
Крейсер «Гельголанд»

Незважаючи на протидію австрійського флоту, сербську армію було вдало евакуйовано з узбережжя Албанії спочатку до італійського порту Бріндізі а потім до Салонік.
Одним з головних питань для австрійського флоту у 1916 р. стало подолання мережевої загорожі, якою флот союзників намагався перекрити дії австрійських підводних сил. Діяльність австрійських та німецьких підводних човнів становила велику перешкоду для судноплавства союзників у Середземному морі. За підрахунками А. Томазі у 1915 р. було потоплено 54 англійських та 38 союзних і нейтральних кораблів .
З метою протидії австро-німецькій підводній війні командування союзників розгортає Отрантський бараж.

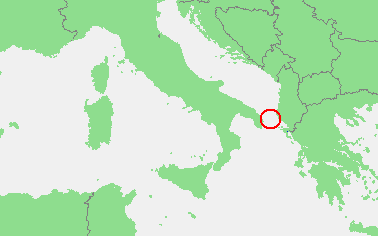
Отрантський бараж

Це була система загороджень шириною 111 км, що уявляла собою рибальські мережі глибиною до 50 м, що оснащувались аідривними зарядами. Обслуговувалась ця система  дріфтерами (рибльських кораблів), число яких коливалось від 60 до 160. Далі йшло 7 ліній дозоров  бойових кораблів, оснащених гідрофонами та аеростатами. Метою баражу було змусити підводні човни рухатись увесь час у підводному положенні та атакувати ії, коли підводні човни вспливуть на поверхню для підзарядки батарей . У 1916 - 1918 рр. австрійські військово-морські сили неодноразово намагались прорвати бараж. Незважаючи на значні задіяні сили, у 1916 році бараж допоміг знешкодити тільки 4 австрійські підводні човни. В той же час, австрійські підводні сили завдавали значних втрат силам союзників на Адріатиці. 
- 18 березня - австрійський підводний човен "U-6" потопив французький есмінець "Реноден"
- 8 червня - підводним човном "U-5" потоплено транспорт з військами
- 23 червня - підводний човен "U-15" потопив італійський крейсер "Чіта ді Месіна" та французький есмінець "Фурш".
- 9 липня - потоплено італійський есмінець "Імпетуано".[18].

Таким чином, у 1916 р. бойові дії звелись головним чином до дій підводних човнів та боротьби з ними.

#### Кампанія 1917 року

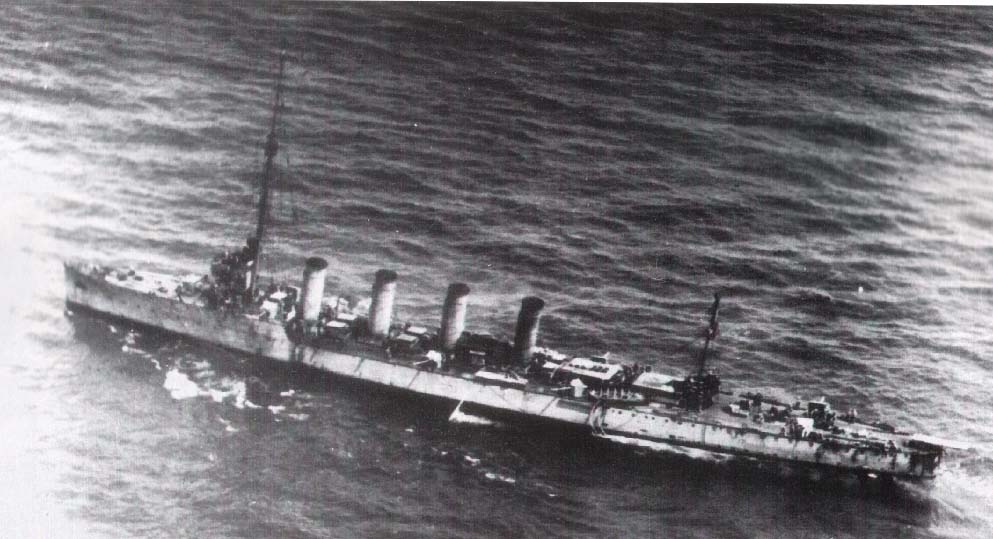
Австрійський крейсер "Новара"

На початку 1917 року підводна війна активізувалась. У морі одночасно знаходилось 13 австрійських підводних човнів . Здебільшого вони знаходились коло морських баз союзників з розвідувальною метою або очікуючи виходу військових кораблів. Бажаючи ще більш розгорнути підводну війну австрійське командування прийняло рішення нанести удар по Отрантському баражу. Ці події отримали назву Битва в протоці Отранто. 14 травня крейсери "Новара", "Сайда " та "Гельголанд" у супроводі 2 есмінців під командою капітана 1 рангу Міклоша Горті атакували та погромили конвой союзників. Вранці 15 травня було здійснено напад на барраж де було потоплено 14 англійських дріфтерів, а  під час наступного зіткнення з бойовими силами союзників потопили 2 есмінці та серйозно пошкодили британський крейсер "Дартмут". 

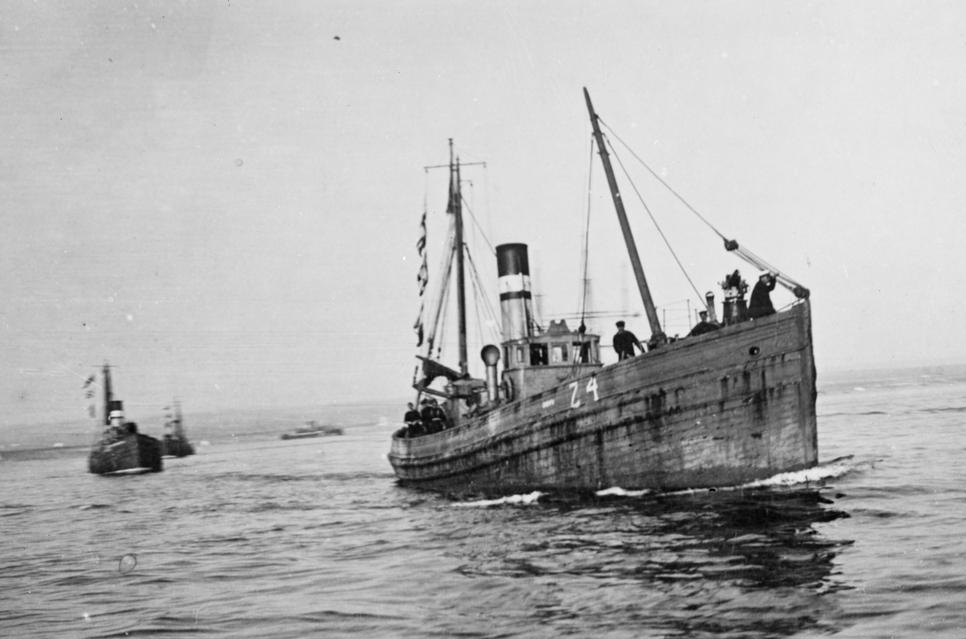
Британтські дріфтери в Отрантському баражі

Під ча бою було вперше застосовано військово-морську авіацію з метою нанесення ударів по ворожим кораблям. 8 австрійських бомбардуваьників скинули бомби на англійські кораблі, але бне влучили. У відповідб крейсер "Новара" було атаковано двома італійськими літаками, теж безрезультатно . У листопаді- рудні, під час відступу аіталійців після битви при Капортетто, австрійський флот наносив удари по італійському узбережжю, атакуючи фланг італійського війська . У свою чергу легкі сили італійського флоту наносять удар у відповідь. В ніч з 9 на 10 грудня 2 італійських торпедних катери потопили австрійський броненосець "Відень" в гавані Трієста 

#### Кампанія 1918 року

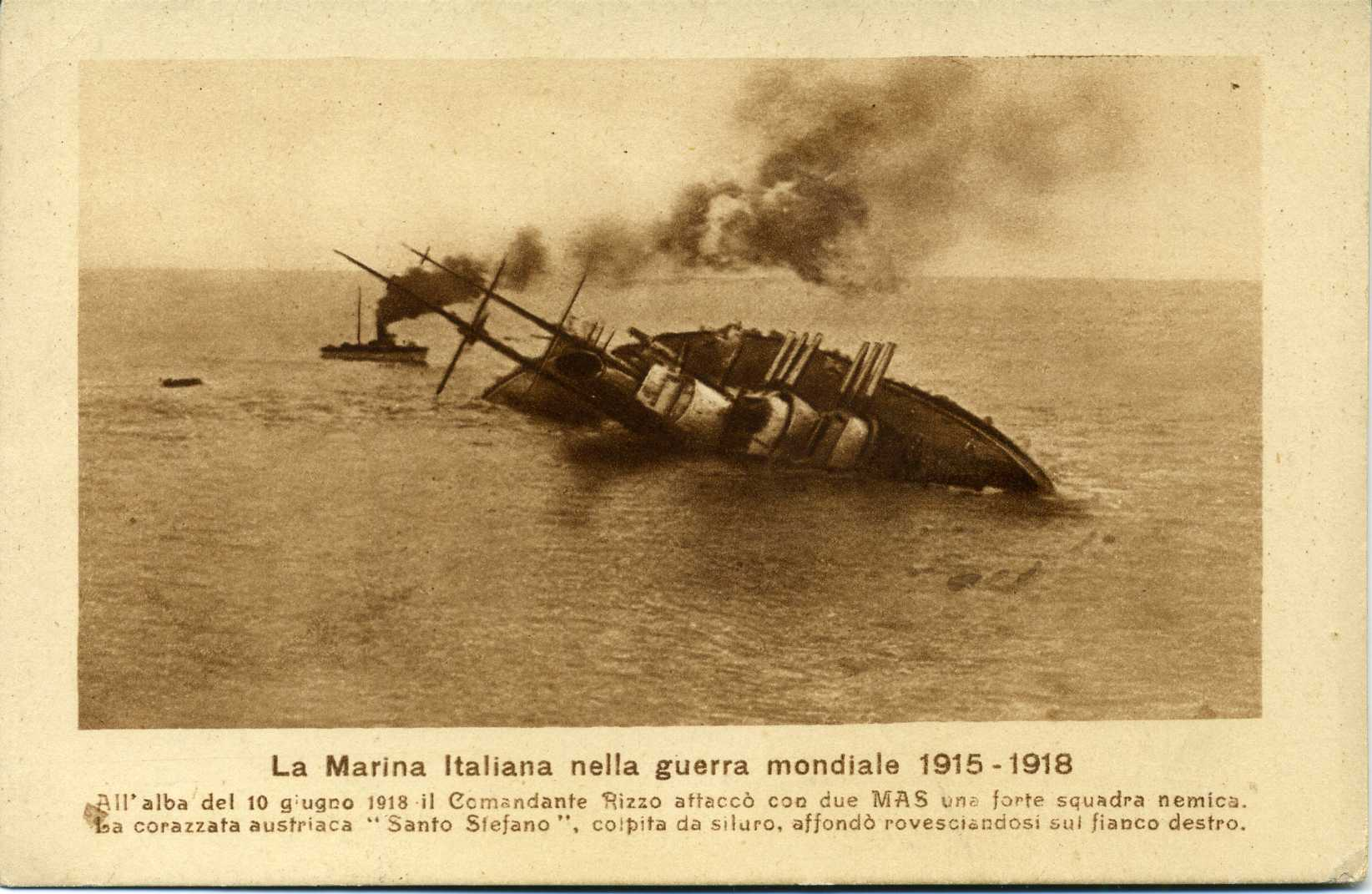
Загибель австрійського лінкора «Сент Іштван» 10 червня 1918 р.

1-2 лютого 1918 року на рейді Катаро на крейсерах "Санкт Георг", "Кайзер Карл VI" та броненосці "Монарх" спалахнуло повстання, яке було придушено за допомогою берегової артилерії . Одними з головних подій 1918 р. стають регулярні атаки італійських торпедних катерів. В ніч з 8 на 9 лютого 3 катери пробрались до бухти Букарі та випустили 6 торпед. Хоча вони не спричинили значної шкоди, але викликали значну напругу у австрійському флоті . В червні 1918 р. австрійське військово-морське командування розробляє план чергового нападу на Отрантський бараж.За планом легкі крейсері повинні були атакувати кораблі баража, а при відступі підвести переслідуючиі іх союзні кораблі під удар австрійських лінкорів . Операцію було зірвано ударом італійських торпедних катерів, які 10 червня потопили лінкор  «Сент Іштван». Втративши новітній лінкор, австрійське командування вирішило відмінити операцію . Після цього випадку головні сили австрійського флоту більше не виходили в море до кінця війни. Останнім зіткненням флотів стала друга битва при Дураццо 2 жовтня 1918 р. Після капітуляції Болгарії в середині вересня, союзне командування спланувало нанести удар по австрійському порту Дураццо, з метою запобігання його використання для евакуації австрійських військ. Вранці 2 жовтня об'єднана англо-італо-американська ескадра почала бомбардування Дураццо. Внаслідок обстрілу було зруйновано декілька будинів у місті та пошкоджено австрійський пароплав. В цей же час австрійський підводний човен "U-31" атакував та пошкодив торпедою британський крейсер "Веймут" .

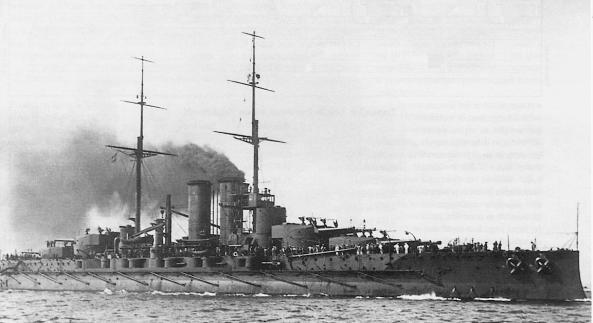
Лінкор "Вірібус Унітіс"

Останньою операцією морської війни на Адріатиці вважається потоплення італійськими підводними пловцями австрійського корабля "Вірібус Унітіс". 1 листопада 1918 р. італійські бойові пловці лейтенант Паолуччі та капітан 3 рангу Росетті замінували та підірвали австрійський лінкор "Вірібус Унітіс" . 3 листопада, після підписання Австро-Угорщиною перемир'я з країнами Антанти,  Цісарські та Королівські Військово-морські сили припиняють бойові дії.

### Дії на Дунаї

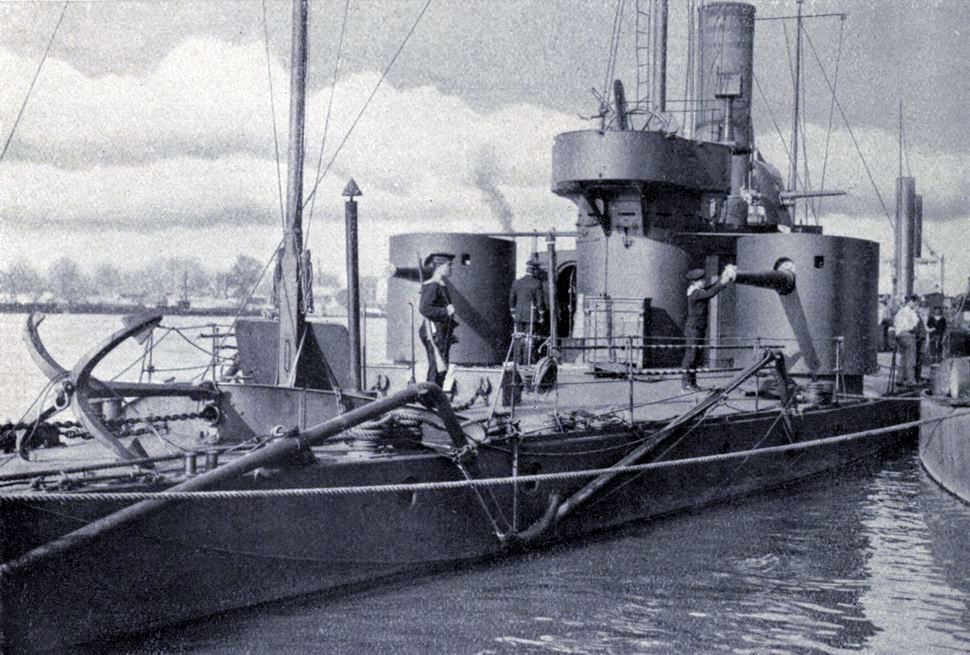
Монітор "Бодрог" на Дунаї (1914 р.)

Саме кораблі Дунайської флотилії розпочали Першу світову. В ніч на 29 липня 1914 р. моніторы «Темеш», «Бодрог» та «Самош» починають бомбардування Белграда. Так як Сербія на мала флоту на Дунаї, а Румунська флотилія уникала зіткнень, то  австрійська Дунайська флотилія під час війни здебільшого здійснювала артилерійську підтримку, забезпечувала транспортування військ та вантажів, охорону та наведення переправ, мінні постановки та тралення. У серпні 1914 р. кораблі Дунайської флотилії вели контрбатарейну боротьбу проти сербської артилерії, а в кінці серпня забезпечували переправу розбитої сербами австро-угорської армії через р. Сава. У вересні - жовтні 1914 р. флотилія підтримувала новий наступ австро-угорської армії. Також кораблі флотилі намагались оволодіти Дунайським річковим шляхом, звільнивши його від російських мінних загорож, але ця операція скінчилась невдачею. Таким чином у 1914 р. Дунайській військовій флотилії не вдалось забезпечити постачання Туреччини військово-технічною допомогою по Дунаю Восени 1915 р. кораблі флотилії надали дієву підтримку австро-угорським війським під час нового наступу на Сербію, забезпечивши переправи та вогньову підтримку. В 1916 р. відкривається новий - Румунський фронт. 1 жовтня кораблі флотилії, незважаючи на вогонь румунської артилерії, зруйнували переправу через Дунай біля Ряхово, тим самим значно утруднивши наступ румунських військ . Надалі флотилія забезпечувала розчистку фарватеру по Дунаю, переправу австро-німецьких військ, що вели наступ на Бухарест. Як зазначає корветтен-капітан Вульф
|  | В успіху сухопутних частин велику роль відіграли кораблі Дунайської флотилії. |

. Після розрому Румунії наприкінці 1916 р. та Лютневої революції у Росії австрійський флот став повністю панувати на Дунаї . Ситуація змінюється у 1918 р, у зв'язку з поразкою військ Четверного союзу. 28 жовтня 1918 р. флотилія прикривала відступ австро-угорських військ з Сербії і 6 листопада кораблі було зосереджено біля Будапешту, де флотилію  було розформовано. В подальшому кораблі австро-угорської Дунайської військової флотилії було розподілено між країнами Антанти .

### Дії на Чорному морі та річці Дніпро

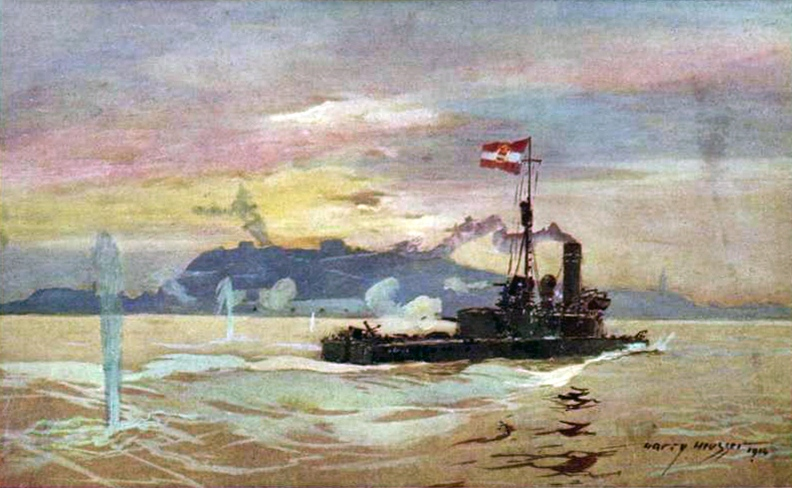
Монітор "Корос"

Після підписання Берестейського миру між Центральними державами та УНР, почався рух австро-угорських та німецьких військ на Україну. З метою підтримки всласних військ, забезпечення постачання та вивезення продовольства та сировини з України було прийнято рішення про формування Чорноморського загону Дунайської військової флотилії. 1 квітня було сформировано загін — монітори «Bosna», «Bodrog», «Koros», «Szamos», сторожові катери «Barsch» та «Wels», а також буксир «Odessa» з вугільною та нефтовою баржами. Очолив його корветтен-капітан Олаф Вульф . Загону було поставлено завдання - дійти до Одеси та піднятись Південним Бугом та Дніпром. 12 квітня 1918 р. кораблі прибуло до Одеси. 19 квітня монітор «Szamos» прибув до Херсона, а 21 квітня монітор «Koros» - до Миколаєва. 13 травня Чорноморський загін перебазувався в Херсон та 15 травня кораблі почали підійматись вгору Дніпром, 21 травня прибувши до Олександрівська. Але подалати дніпровські пороги флотилія не змогла і тому невдовзі повернулась до Херсону, що став головною базою Чорноморського загону. Під час перебування в Україні, загін виконував річкове патрулювання та траління Чорного моря . Також надавав підтимку у роззброюванні населення, зокрема в Одесі та здійснював військові реквізіції. Періодично спалахуючи конфлікти між австрійськи та українськими військовиками з приводу розподілу майна, закінчувались на користь австрійців, як згадує з цього приводу корветтен-капітан Вульф
|  | Українці пробовали захоплювати деякі баржі з військовим майном, ставлячи там своїх вартових. Але достатньо було однієї появи монітора «Szamos» й однієї словесної вимоги, щоб майно переходило у власність справжніх господарів. |

. Планувався ще похід Дністром, але через ускладнення на фронтах, Чорноморському загону було наказано повернутись до Дунаю. 12 вересня загін у повному складі, без втрат, прибув до Браїлова .

## Повоєнна доля флоту
Під час війни австрійський флот втратив два дредноути, один броненосець берегової оборони, два бронепалубних крейсери, чотири эсмінця, вісім підводних човнів.
- 1914 р. - крейсери 'Kaiserin Elisabeth' та «Зента»
- 1915 р. - підводні човни "U-12", "U-3", есмінці "Lika", "Triglav".
- 1916 р. - підводні човни "U-6", "U-16".
- 1917 р. - підводний човен "U-30", есмінець "Wildfang", корабель берегової охорони "Відень".
- 1918 р. - есмінець "Streiter", підводні човни "U-10", "U-20", "U-23, "лінкори  «Сент Іштван»,  «Viribus Unitis»[35].

Після капітуляції Австро-Угорщини 3 листопада 1918 р. її флот було поділено між країнами-переможцями.
Лінкор «Tegetthoff» було передано Італії,«Prinz Eugen» - Франції, "Адмірал Шпаун" - Великобританії.
Легкі крейсери "Сайда" та «Гельголанд» отримала Італія, "Новара" - Франція.
Есмінці включено до флотів Франції та Італії.
Міноносці було поділено між флотами Греції, Португалії, Румунії та Югославії .